# Сельское поселение Атепцевское
Се́льское поселе́ние Ате́пцевское — упразднённое муниципальное образование (сельское поселение), существовавшее в Наро-Фоминском муниципальном районе Московской области с 2005 по 2017 год.
Образовано в 2005 году, включило 29 населённых пунктов позже упразднённых Атепцевского и Каменского сельских округов.
Административный центр — село Атепцево.
Глава сельского поселения — Волошина Ирина Николаевна

## Географические данные
Общая площадь — 237,10 км².
Сельское поселение Атепцевское расположено на юге Наро-Фоминского района. Сельское поселение граничит с:
- Жуковским районом Калужской области (на юге),
- Боровским районом Калужской области (на юго-западе),
- сельским поселением Ташировское (на северо-западе),
- городским поселением Наро-Фоминск (на севере),
- городским округом Молодёжный (на севере и северо-востоке),
- городом Москва (на северо-востоке).

## Население
| 2006  | 2007  | 2008  | 2009  | 2010  | 2011  |
| ----- | ----- | ----- | ----- | ----- | ----- |
| 7108  | ↘4840 | ↗7589 | ↗7707 | ↘6930 | ↗7009 |
| 2012  | 2013  | 2014  | 2015  | 2016  | 2017  |
| →7009 | ↗7111 | ↗7177 | ↗7311 | ↘7264 | ↘7196 |

## Населённые пункты
В состав поселения входят 29 населённых пунктов:
| Вид                 | Наименование   | Население, чел. | ОКАТО          | Бывшая административная единица до 2006 года |
| ------------------- | -------------- | --------------- | -------------- | -------------------------------------------- |
| село                | Атепцево       | 3326            | 46 238 804 001 | Атепцевский сельский округ                   |
| деревня             | Башкино        | 92              | 46 238 804 013 | Атепцевский сельский округ                   |
| посёлок при станции | Башкино        | 16              | 46 238 804 012 | Атепцевский сельский округ                   |
| деревня             | Горчухино      | 14              | 46 238 804 005 | Атепцевский сельский округ                   |
| деревня             | Деденево       | 100             | 46 238 804 017 | Атепцевский сельский округ                   |
| деревня             | Дятлово        | 2               | 46 238 813 011 | Каменский сельский округ                     |
| деревня             | Елагино        | 13              | 46 238 804 007 | Атепцевский сельский округ                   |
| деревня             | Ерюхино        | 17              | 46 238 804 004 | Атепцевский сельский округ                   |
| деревня             | Зинаевка       | 2               | 46 238 813 012 | Каменский сельский округ                     |
| село                | Каменское      | 1274            | 46 238 813 001 | Каменский сельский округ                     |
| деревня             | Каурцево       | 4               | 46 238 804 015 | Атепцевский сельский округ                   |
| деревня             | Клово          | 11              | 46 238 813 007 | Каменский сельский округ                     |
| деревня             | Котово         | 26              | 46 238 804 008 | Атепцевский сельский округ                   |
| деревня             | Курапово       | 1               | 46 238 813 004 | Каменский сельский округ                     |
| деревня             | Латышская      | 27              | 46 238 804 009 | Атепцевский сельский округ                   |
| посёлок             | Леспромхоза    | 70              | 46 238 804 006 | Атепцевский сельский округ                   |
| деревня             | Мельниково     | 5               | 46 238 813 003 | Каменский сельский округ                     |
| деревня             | Нефедово       | 4               | 46 238 804 016 | Атепцевский сельский округ                   |
| посёлок             | Новая Ольховка | 2037            | 46 238 804 014 | Атепцевский сельский округ                   |
| деревня             | Новоселки      | 2               | 46 238 813 010 | Каменский сельский округ                     |
| деревня             | Плаксино       | 8               | 46 238 813 008 | Каменский сельский округ                     |
| деревня             | Покровка       | 0               | 46 238 804 003 | Атепцевский сельский округ                   |
| деревня             | Рождество      | 26              | 46 238 804 011 | Атепцевский сельский округ                   |
| деревня             | Романово       | 0               | 46 238 813 005 | Каменский сельский округ                     |
| деревня             | Рыжково        | 7               | 46 238 813 006 | Каменский сельский округ                     |
| деревня             | Слизнево       | 11              | 46 238 804 002 | Атепцевский сельский округ                   |
| деревня             | Собакино       | 3               | 46 238 813 009 | Каменский сельский округ                     |
| деревня             | Чичково        | 1               | 46 238 813 002 | Каменский сельский округ                     |
| деревня             | Щекутино       | 9               | 46 238 804 010 | Атепцевский сельский округ                   |

## Комментарии
1. ↑  В перечне ошибочно указана как Клопово